# André Lima Perlingeiro
André Lima Perlingeiro (* 30. August 1969 in Brasilien) ist ein ehemaliger brasilianischer Beachvolleyballspieler.

## Karriere
Mit Guilherme Marques bestritt Andrè Lima 1989 sein erstes FIVB Turnier. 1990 gelang den beiden ihr einziger Sieg bei den French Open in Sete. In den beiden folgenden Jahren belegten die  beiden Brasilianer dritte Plätze bei den brasilianischen, französischen, italienischen und zwei Mal bei den spanischen Open. Bei den japanischen  und zwei Mal bei den australischen Open kamen sie ins Finale.
Außerdem erreichten die Südamerikaner den dritten Platz beim Demonstrationswettbewerb bei den Olympischen Spielen 1992 in Barcelona. Am Ende dieses Jahres beendete André Lima Perlingeiro seine Karriere.